# Парадайз-Гіллс (Нью-Мексико)
Парадайз-Гіллс (англ. Paradise Hills) — переписна місцевість (CDP) в США, в окрузі Берналільйо штату Нью-Мексико. Населення — 4329 осіб (2020).

## Географія
Парадайз-Гіллс розташований за координатами 35°11′53″ пн. ш. 106°42′8″ зх. д. / 35.19806° пн. ш. 106.70222° зх. д. (35.198079, -106.702181).  За даними Бюро перепису населення США в 2010 році переписна місцевість мала площу 2,62 км², уся площа — суходіл.

## Демографія
Згідно з переписом 2010 року, у переписній місцевості мешкало 4256 осіб у 1622 домогосподарствах у складі 1197 родин. Густота населення становила 1625 осіб/км².  Було 1675 помешкань (639/км²).
Расовий склад населення:
| - 80,2 % — білих - 3,6 % — корінних американців - 2,0 % — чорних або афроамериканців - 1,2 % — азіатів - 0,2 % — вихідців з тихоокеанських островів - 8,8 % — осіб інших рас |

До двох чи більше рас належало 4,0 %. Частка іспаномовних становила 37,6 % від усіх жителів.
За віковим діапазоном населення розподілялося таким чином: 23,3 % — особи молодші 18 років, 59,7 % — особи у віці 18—64 років, 17,0 % — особи у віці 65 років та старші. Медіана віку мешканця становила 41,9 року. На 100 осіб жіночої статі у переписній місцевості припадало 94,2 чоловіків;  на 100 жінок у віці від 18 років та старших — 93,3 чоловіків також старших 18 років.
Середній дохід на одне домашнє господарство  становив 80 000 доларів США (медіана — 68 148), а середній дохід на одну сім'ю — 84 412 долари (медіана — 68 363). Медіана доходів становила 53 558 доларів для чоловіків та 51 458 доларів для жінок. За межею бідності перебувало 12,1 % осіб, у тому числі 24,5 % дітей у віці до 18 років та 2,5 % осіб у віці 65 років та старших.
Цивільне працевлаштоване населення становило 2151 осіб. Основні галузі зайнятості: освіта, охорона здоров'я та соціальна допомога — 34,2 %, науковці, спеціалісти, менеджери — 11,6 %, мистецтво, розваги та відпочинок — 11,3 %.